# Avenue Stephen-Pichon
L'avenue Stephen-Pichon est une voie située dans le quartier de la Salpêtrière du 13e arrondissement de Paris, près de la place d'Italie.

## Situation et accès
L'avenue Stephen-Pichon est accessible par les lignes 6 à la station Nationale et 5 à la station Campo-Formio.

## Origine du nom
Elle porte le nom de l'homme politique Stephen Pichon (1857-1933) qui fut, entre autres, conseiller municipal de l'arrondissement et ministre des Affaires étrangères de Georges Clemenceau.

## Historique
Elle a été ouverte en 1820, sur une partie de l'emplacement du village d'Austerlitz sous le nom de « rue de Villejuif » en raison de la proximité des anciens abattoirs dits de Villejuif, et prend son nom actuel le 19 janvier 1934.

## Bâtiments remarquables et lieux de mémoire
- Depuis juillet 2002[4], au no 1, dans un bâtiment qui fut une laiterie, se trouve le siège du mensuel Le Monde diplomatique. Il jouxte le siège de l'association de lecteurs Les Amis du Monde diplomatique, situé au no 3.
- Le 15 avril 1986, l'écrivain français Jean Genet, malade d'un cancer, fait une chute dans la nuit dans les toilettes de la chambre 205 du Jack's Hôtel, situé au no 19 de l'avenue, où il résidait depuis le début du mois ; il meurt au petit matin[5].
- L'école maternelle Stephen-Pichon au no 28.
- La rue longe l'arrière de l'École nationale des arts et métiers, dont le site parisien historique est ouvert en 1912 sur le boulevard de l'Hôpital.
- Dans son roman La Carte et le Territoire (2010), Michel Houellebecq fait deux fois mention de cette avenue, qu'habite un artisan croate.

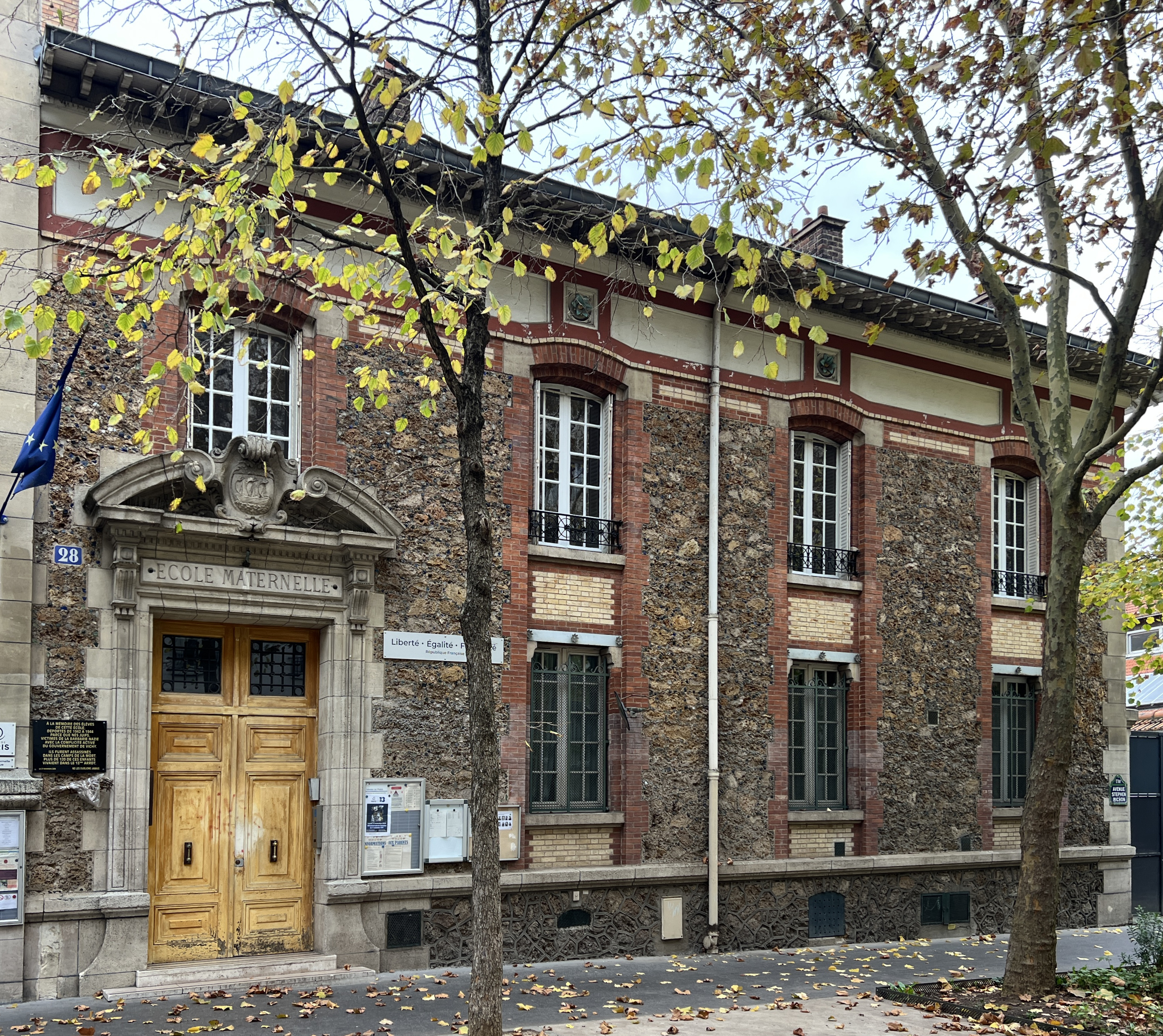
École maternelle, au no 28.
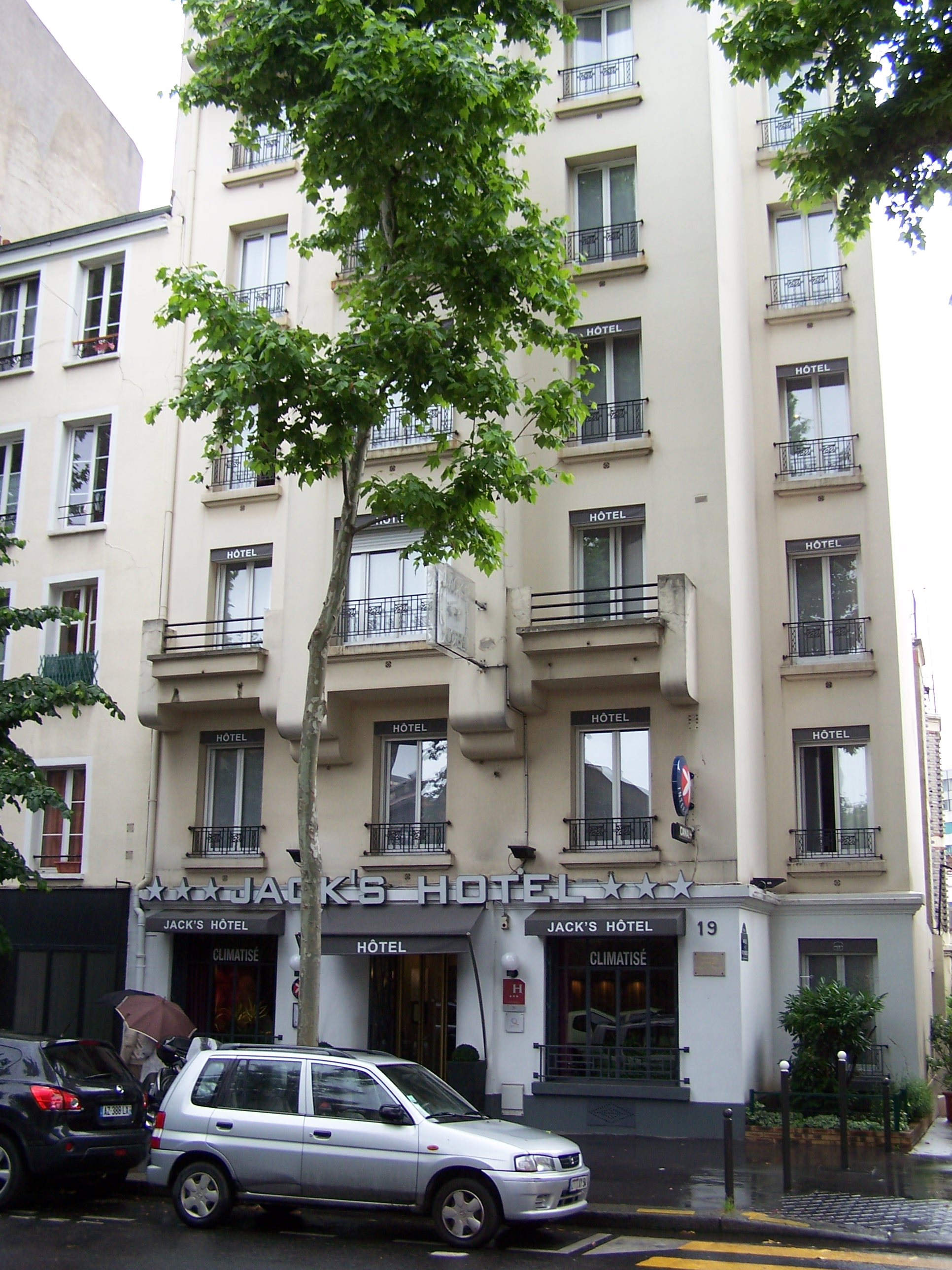
Le Jack's Hôtel, au no 19.
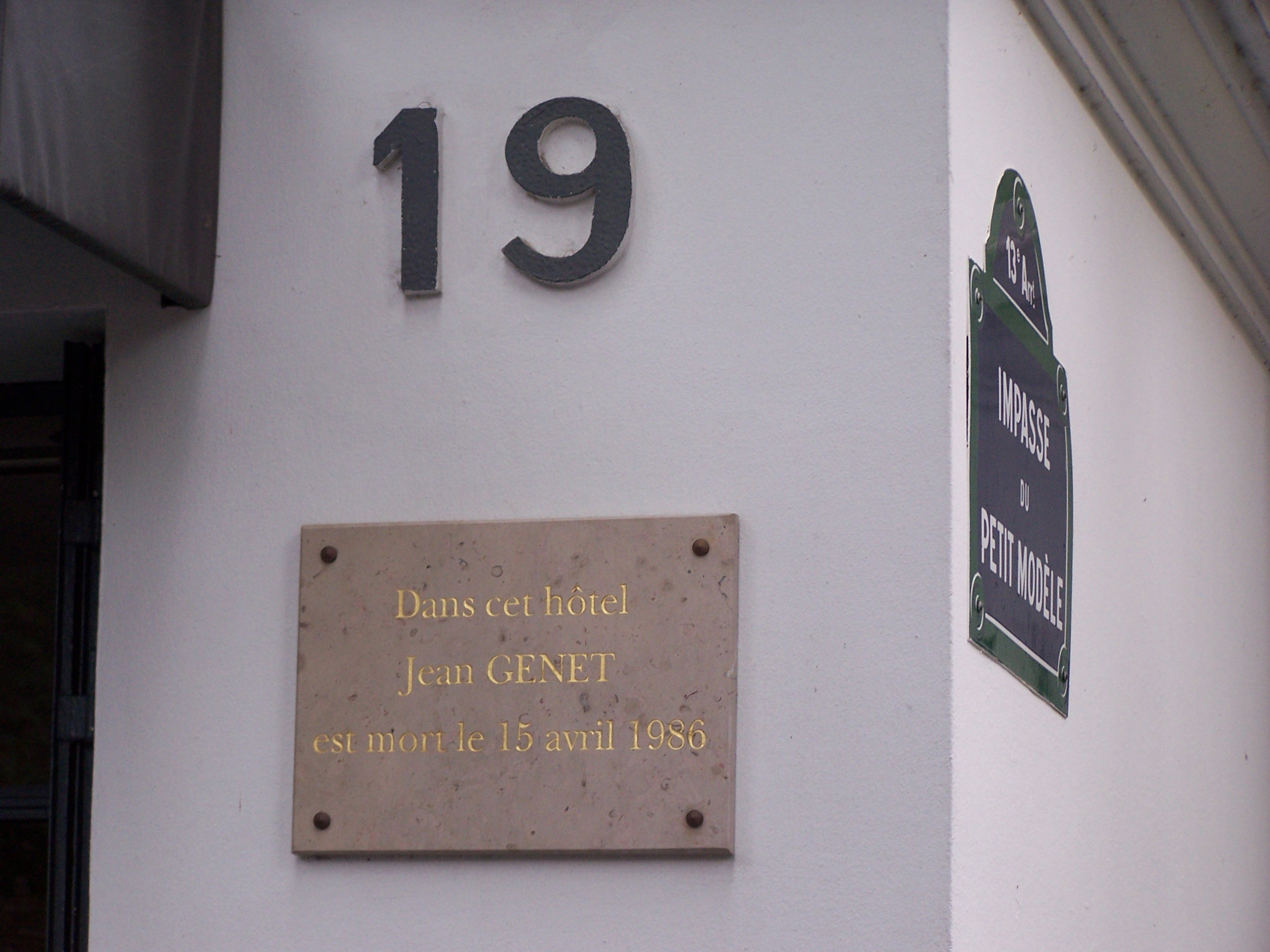
Plaque commémorative de la mort de Jean Genet au no 19.